# Aleksandra Mierzejewska (sportowiec)
Aleksandra Mierzejewska (ur.5 marca 1992 w Warszawie) – polska sztangistka, W 2018 roku zdobyła mistrzostwo Europy w podnoszeniu ciężarów. W Bukareszcie była najlepsza w kategorii +90 kg, w dwuboju uzbierała 237 kg i o kilogram pokonała Węgierkę Krisztinę Magát, zostając najsilniejszą kobietą na kontynencie. 
W 2020 roku Aleksandra Mierzejewska po czterech latach, jak poinformował Polski Związek Podnoszenia Ciężarów otrzymała brązowy medal mistrzostw Europy po dyskwalifikacji Hripsime Churszudian z Armenii z powodu dopingu. Polka w Norwegii była czwarta.